# دیوید ایگناتیوس
دیوید ایگناتیوس (به انگلیسی: David Ignatius) (زادهٔ ۲۶ مهٔ ۱۹۵۰ در کمبریج، ماساچوست) روزنامه‌نگار آمریکایی ارمنی‌تبار است.

## زندگی‌نامه
دیوید ایگناتیوس در سال ۱۹۵۰ دیده به جهان گشود. او فرزند یک خانوادهٔ ارمنی است که در سال ۱۹۲۰ به کشور آمریکا مهاجرت کرده و در آنجا ساکن شده‌است. تحصیلات خود را در دانشگاه طی کرد و بعد به حرفهٔ نویسندگی و روزنامه‌نگاری روی آورد.

## فعالیت‌ها
ایگناتیوس در عرصهٔ مطبوعات فعالیت زیادی دارد و از مقاله‌نویسان روزنامهٔ واشینگتن پست است.
ایگناتیوس یکی از افراد شاخصِ لابیِ ارامنه در آمریکا نیز به‌شمار می‌آید که با مقالاتی که علیه ترکیه به رشتهٔ تحریر درآورده، شناخته می‌شود.

## فهرست کتاب‌ها
ایگناتیوس کتاب‌های زیادی نوشته‌است که از همه معروف‌تر کتاب یک مشت دروغ (۲۰۰۷) است که در سال ۲۰۰۸ براساس آن فیلمی به کارگردانی ریدلی اسکات ساخته شده‌است.

## وبگاه شخصی
- https://web.archive.org/web/20141204164219/http://davidignatius.com/